# Pirații cosmosului
Pirații cosmosului este un film românesc din 1971 regizat de Mircea Toia.